# Cineraria canescens
Cineraria canescens là một loài thực vật có hoa trong họ Cúc. Loài này được J.C.Wendl. ex Link mô tả khoa học đầu tiên năm 1822.